# Square Violet
Pour les articles homonymes, voir Violet (homonymie).
Ne doit pas être confondu avec Square du Chanoine-Viollet.
Le square Violet, anciennement square de Grenelle, est un espace vert situé dans le quartier de Javel du 15e arrondissement de Paris.

## Situation et accès
Le square est situé dans le nord-est du quartier de Javel du 15e arrondissement de Paris. Son adresse officielle et accès nord se situe, sur une courte contiguïté du square avec la voirie, au 4, place Violet (celle-ci bordant la rue des Entrepreneurs), tandis que sur la rue de l’Église, le bordant au sud sur une plus grande longueur, existent deux autres accès.
Ce site est desservi par la ligne 8 à la station de métro Félix Faure.

## Historique
Tout comme la place Violet, la rue Violet et la villa Violet, le square est nommé en l'honneur de l'élu local et promoteur immobilier parisien Léonard Violet (1791-1881), l'un des créateurs du lotissement Violet, qui a profondément transformé le secteur de la rive gauche où est situé le square.
Le square est créé en 1876 à l'emplacement du parc de l'hôtel particulier Violet. Deux statues qui la décorent sont réquisitionnées pour leur métal et fondues en 1942, durant l'Occupation : 
- Sauvée (1888) représentant un sapeur-pompier de Paris portant une jeune fille dans ses bras, œuvre du sculpteur Hector Lemaire[1] ;
- Bataille d'enfants (1889) du sculpteur Joseph Louis Enderlin.

## Aménagements
Des concerts sont organisés sous le kiosque à musique.
Au no 6 se trouve un ancien pavillon[pas clair] de l’époque Violet affecté à une caserne de pompiers depuis 1860. L’immeuble fait l’objet d’une inscription à l’inventaire supplémentaire des monuments historiques. Sa construction date de 1824. La façade du style néoclassique encore en vogue au début de la Restauration comporte au rez-de-chaussée quatre colonnes doriques encadrant la porte et deux fenêtres cintrées, et au premier étage, quatre colonnes ioniques flanquant trois fenêtres rectangulaires, avec au-dessus, une corniche à modillons supportant un second étage. 

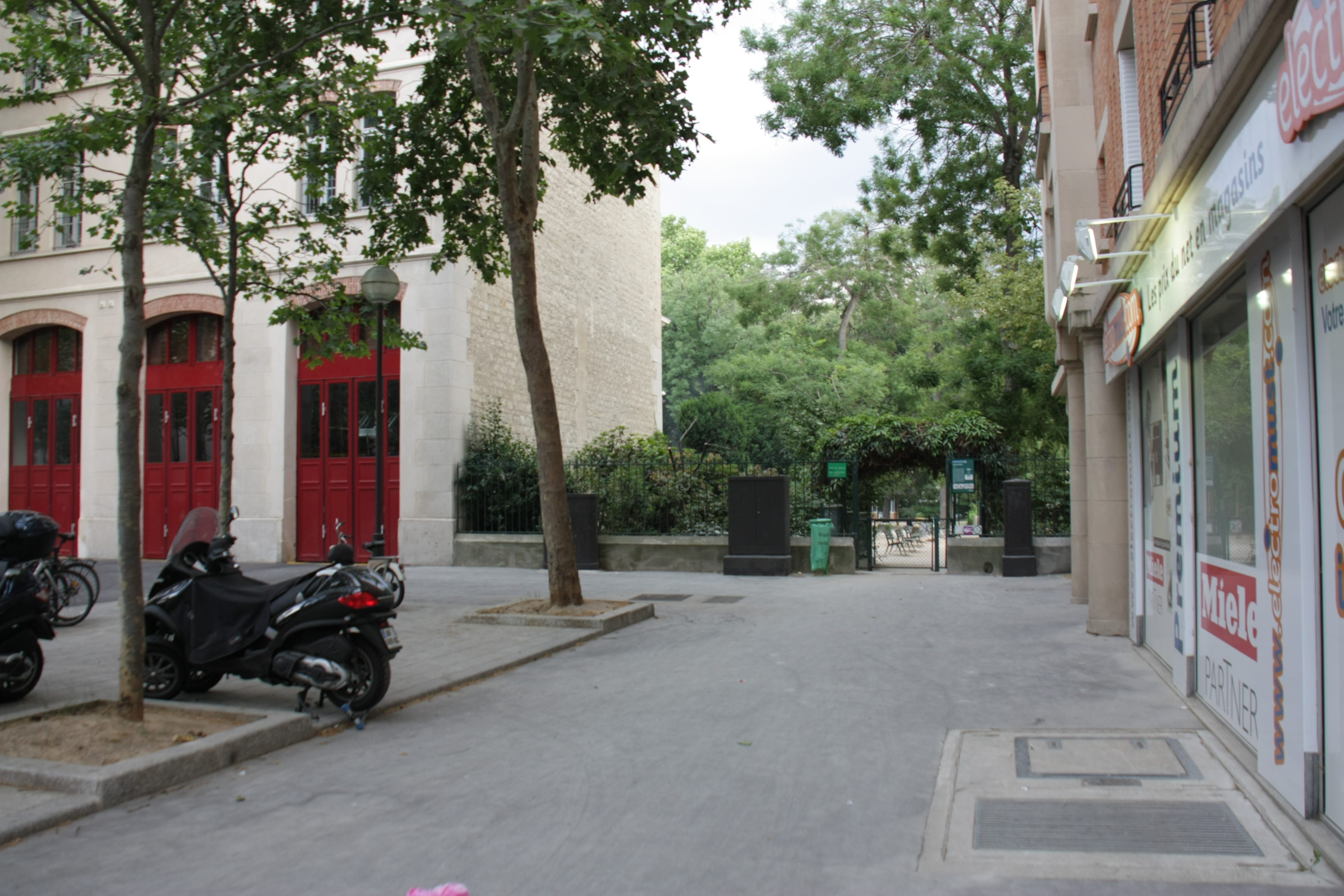
L’entrée du square Violet sur la place Violet.
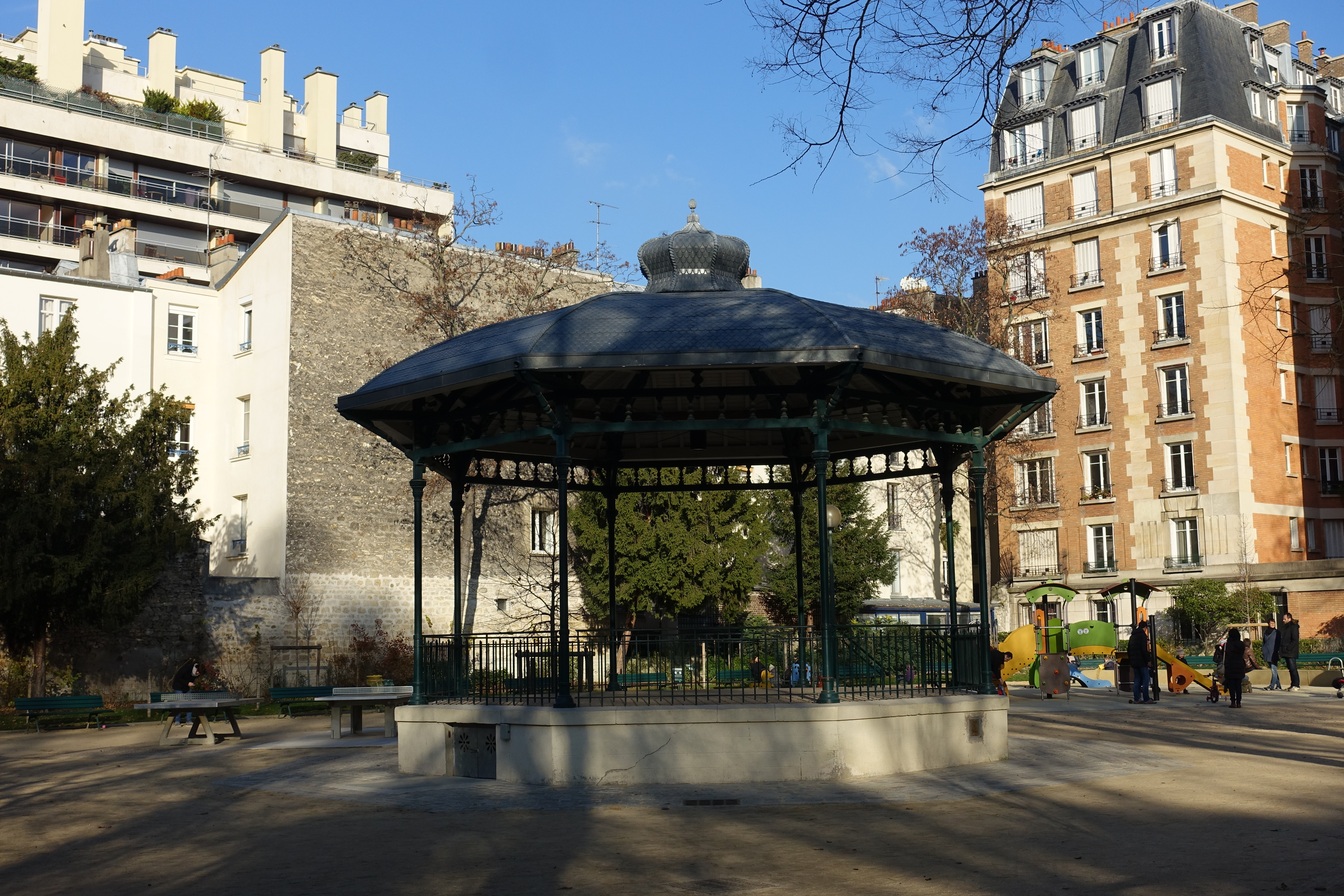
Le kiosque à musique.

## Le square et les arts
Les paroles de la chanson française Les loups sont entrés dans Paris (1968), écrite par Albert Vidalie, sur une musique de Louis Bessières et interprétée par Serge Reggiani, évoquent le « maigre square de Grenelle ».